# Гнилий Тікич (заказник)
Гнилий Тікич — один з об'єктів природно-заповідного фонду Черкаської області, гідрологічний заказник місцевого значення.

## Розташування
Гідрологічний заказник розташований у Лисянському районі Черкаської області, в адміністративних межах Лисянської селищної ради.

## Історія
Гідрологічний заказник місцевого значення «Гнилий Тікич» оголошений рішенням Черкаської обласної ради народних депутатів № 27-10/V від 26 червня 2009 року.

## Галерея

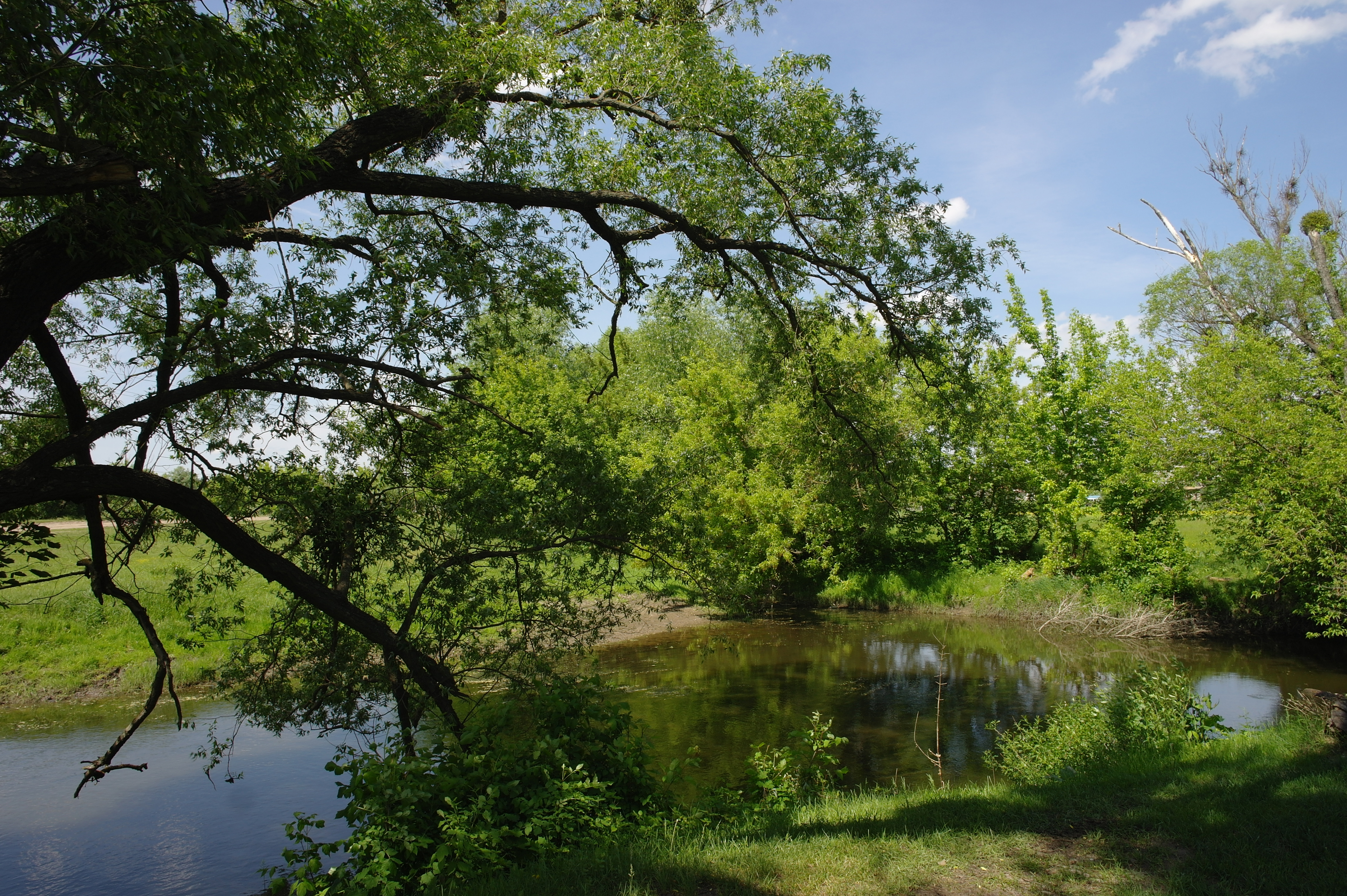
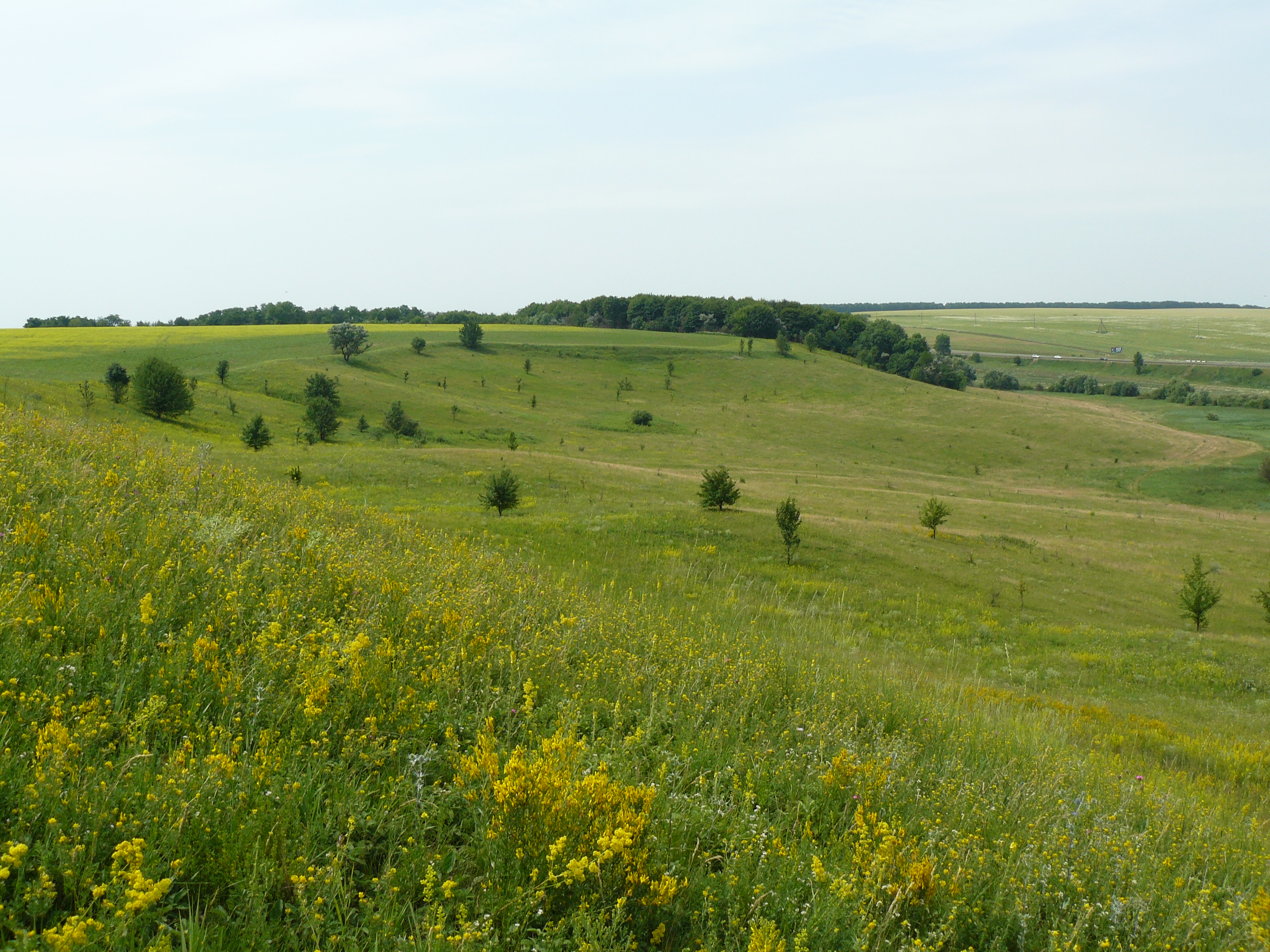
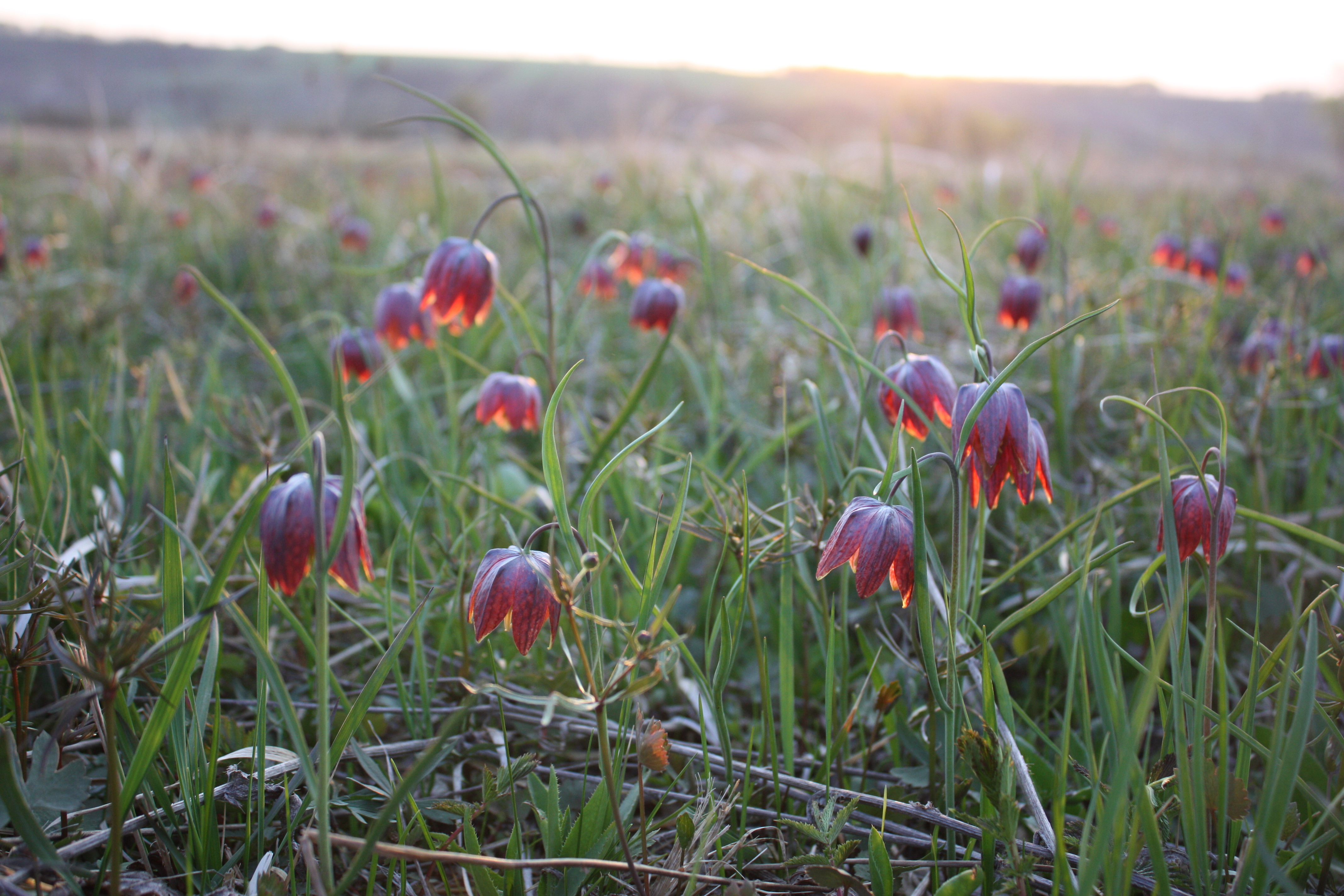

## Мета
Мета створення заказника — збереження та відтворення цінних природних комплексів, генофонду рослинного і тваринного світу на території Черкаської області.

## Значення
Гідрологічний заказник місцевого значення «Гнилий Тікич» має природоохоронне і естетичне значення.

## Загальна характеристика
Гідрологічний заказник «Гнилий Тікич» загальною площею 52,1 га — це територія з лучно-болотними та торфово-болотними ґрунтами, різноманітним рослинним покривом та великою кількістю підземних джерел. Територія заказника є домівкою для багатьох видів тварин.